# Шардине
Шардине (на словенски: Šardinje) е село в Словения, Подравски регион, община Ормож. Според Националната статистическа служба на Република Словения през 2015 г. селото има 139 жители.